# 岡本敦
岡本 敦（おかもと あつし、1973年5月20日 - ）は、さんいん中央テレビ (TSK) のアナウンサー、報道制作局報道部の副部長。

## 来歴
鳥取県米子市出身。テレビ長崎 (KTN) の記者を経て、1999年に山陰中央テレビに入社。
山陰中央テレビへの入社後には、夕方のニュース番組とスポーツ中継を主に担当。2009年のまつえレディースハーフマラソン中継ではメイン実況を務めた。
その後、2013年4月付で東京支社営業部へ異動・転勤。以来5年半アナウンス業務から離れていたが、2018年10月から再び本社でアナウンス業務およびデスク業務に就いている。2022年1月からACD出向。

## 担当番組
- FNNスピーク[1]
- TSKスーパーニュース - リポーター[1]、キャスター
- 月刊しまね情報局[5]
- みみよりランド[6]
- 生中継!! ホーランエンヤ還御祭〜伝統つむぐ水上絵巻〜（2009年5月24日） - 大橋川船上リポーター
- まつえレディースハーフマラソン（2009年・2010年3月21日） - メイン実況
- 日本プロバスケットボールリーグ - 実況
- 春の高校バレー - 実況
- 出雲全日本大学選抜駅伝競走 - 実況
- TSK Live News it![4] - キャスター（金曜）